# 李剛旭
李 剛旭（イ ガンウク、ハングル: 이강욱、ラテン翻字: LEE Kang-uk、1994年3月19日 - ）は、大韓民国出身のプロサッカー選手。ポジションはフォワード。Jリーグ・ザスパクサツ群馬在籍時の登録名はイ・ガンウであった。サッカー選手のイ・サンヨンは兄（双生児）。

## 経歴
韓国の大邱大学校を中退後、韓国のアマチュアリーグであるK3リーグ（4部相当）の全州市民FCに入団。2016年9月16日、ザスパクサツ群馬に入団。2017年5月、カン・スイルの入団に伴い、契約解除が発表された。その後、韓国の天安市庁FCに加入した。
2019年より、釜山交通公社FCに完全移籍。

## 所属クラブ
ユース経歴
- 完州中学校（朝鮮語版）
- 全州工業高等学校（朝鮮語版）
- 大邱大学校（中退）

プロ・アマチュア経歴
- 2015年 - 2016年  全州市民FC（朝鮮語版）
- 2016年9月 - 2017年5月  ザスパクサツ群馬
- 2017年 - 2018年  天安市庁FC
- 2019年 - 2021年  釜山交通公社FC

## 個人成績
| 国内大会個人成績 | 国内大会個人成績 | 国内大会個人成績 | 国内大会個人成績 | 国内大会個人成績 | 国内大会個人成績 | 国内大会個人成績 | 国内大会個人成績 | 国内大会個人成績 | 国内大会個人成績 | 国内大会個人成績 | 国内大会個人成績 |
| 年度             | クラブ           | 背番号           | リーグ           | リーグ戦         | リーグ戦         | リーグ杯         | リーグ杯         | オープン杯       | オープン杯       | 期間通算         | 期間通算         |
| 年度             | クラブ           | 背番号           | リーグ           | 出場             | 得点             | 出場             | 得点             | 出場             | 得点             | 出場             | 得点             |
| 日本             | 日本             | 日本             | 日本             | リーグ戦         | リーグ戦         | リーグ杯         | リーグ杯         | 天皇杯           | 天皇杯           | 期間通算         | 期間通算         |
| ---------------- | ---------------- | ---------------- | ---------------- | ---------------- | ---------------- | ---------------- | ---------------- | ---------------- | ---------------- | ---------------- | ---------------- |
| 2016             | 群馬             | 38               | J2               | 9                | 1                | -                | -                | 0                | 0                | 9                | 1                |
| 2017             | 群馬             | 38               | J2               | 1                | 0                | -                | -                | -                | -                | 1                | 0                |
| 通算             | 日本             | 日本             | J2               | 10               | 1                | -                | -                | 0                | 0                | 10               | 1                |
| 総通算           | 総通算           | 総通算           | 総通算           | 10               | 1                | -                | -                | 0                | 0                | 10               | 1                |

- Jリーグ初出場 - 2016年9月18日 J2第32節 松本山雅FC戦（正田醤油スタジアム）
- Jリーグ初得点 - 2016年9月28日 J2第36節 V・ファーレン長崎戦（正田醤油スタジアム）